# Trypanidius notatus
Trypanidius notatus là một loài bọ cánh cứng trong họ Cerambycidae.